# 1.5 (드라마)
《1.5》는 1996년 4월 29일부터 1996년 6월 18일까지 방영된 MBC 월화 미니시리즈이며 그룹 '잉크' 해체 후 슬럼프에 빠진 이만복이 해당 작품을 통해 연기자 데뷔를 했다.

## 등장 인물
- 심은하 : 차혜경 역
- 정우성 : 이장욱 역
- 손지창 : 임석현 역
- 신현준 : 송진호 역
- 김소연 : 홍유진 역
- 여운계 : 진호의 외할머니 역
- 이영후 : 장욱의 아버지 역
- 오미연 : 장욱의 어머니 역
- 박인환 : 석현의 아버지 역
- 김형자 : 석현의 어머니 역
- 김동현 : 유진의 아버지 역
- 권기선 : 유진의 어머니 역
- 김호영 : 혜경의 큰아버지 역
- 박영규 : 차동수 역
- 엄유신 : 혜경의 큰어머니 역
- 김지연 : 예진(석현의 여자친구) 역
- 이춘교 : 이동욱 역
- 홍경인 : 송진복 역
- 이만복
- 김호웅
- 권혜원 : 소라 역
- 오현섭
- 고주희
- 앤드류 임

## 제작진
- 연출 : 이관희
- 극본 : 박정화
- 촬영감독 : 임이랑
- 조명감독 : 이장근
- 음향감독 : 최대림
- 음악감독 : 연석원
- 미술감독 : 배월이
- 기술감독 : 강승섭
- 편집 : 고임표
- 타이틀 로고디자인 : (주)바른손 캐릭터사업부
- 타이틀 제작 : (주)동문영상

| 문화방송 월화드라마                             | 문화방송 월화드라마                     | 문화방송 월화드라마                    |
| 이전 작품                                       | 작품명                                  | 다음 작품                              |
| ----------------------------------------------- | --------------------------------------- | -------------------------------------- |
| 그들의 포옹 (1996년 2월 26일 ~ 1996년 4월 23일) | 1.5 (1996년 4월 29일 ~ 1996년 6월 18일) | 낫 (1996년 6월 24일 ~ 1996년 6월 25일) |

1. ↑  김재범 (2007년 7월 13일). “[연예인, 빛과 그림자]인기 그룹에서 사기용의자...이만복의 좌절”. 이데일리. 2020년 12월 29일에 확인함.